# چاتورانگا

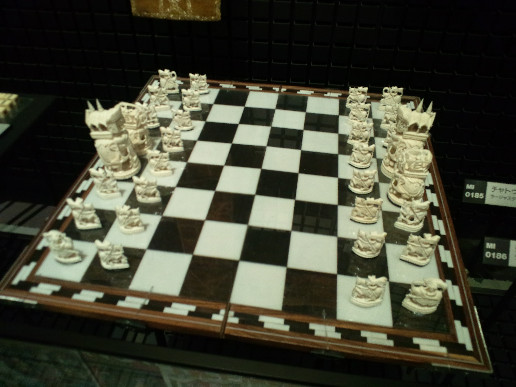
چاتورانگا از راجستان، هند

چاتورانگا (سانسکریت: चतुरङ्ग، آوانگاری: Caturaṅga، ت. «چهار اندام») یک بازی تخته استراتژی هند باستان است. با اینکه تأیید نشده‌است، دیدگاه غالب در میان مورخان شطرنج این است که این بازی جد مشترک بازی‌های رومیزی شطرنج، ژیانگکی، شوگی، جانگی، ماکروک، سیتویین و شطرنج مدرن هندی است.
چاتورانگا اولین بار در امپراتوری گوپتا در هند در حدود قرن ششم پس از میلاد شناخته شد. در قرن هفتم در ایران ساسانی به عنوان چترنگ پذیرفته شد که به نوبه خود شکلی از شطرنج بود که به اروپای اواخر قرون وسطی آورده شد. بقایای باستان‌شناسی از ۲۰۰۰ تا ۳۰۰۰ قبل از میلاد از شهر لوتال (از تمدن دره سند) قطعاتی بر روی تخته ای که شبیه شطرنج است پیدا شده‌است. به گفته استوارت کولین، چاتورانگا برای اولین بار در متن هندی بهاویشیا پورانا توصیف شده‌است.